# Стойковский, Георгий
Георгий Иванов Стойковский (болг. Георги Стойковски, 10 мая 1941, Быта — 4 мая 2023, София) — болгарский легкоатлет, специалист по тройному прыжку. 7-кратный чемпион Болгарии. Победитель чемпионата Европы по лёгкой атлетике 1966 года. Участник летних Олимпийских игр 1964 года и летних Олимпийских игр 1968 года.
Улучшал национальный рекорд 10 раз с 1963 по 1966 годы. На чемпионате Европы в Будапеште в 1966 году во второй попытке приземлился на отметке 16,67 м, установил национальный рекорд и рекорд европейских первенств и завоевал чемпионский титул. Первый в Болгарии европейский чемпион по лёгкой атлетике, обладатель лучшего национального результата на европейском чемпионате.
На Олимпийских играх в Токио (1964) занял 7 место с результатом 16,21 м. На Олимпийских играх в Мехико (1968) с результатом 16,46 м стал 9-м.
Родился 10 мая 1941 года в селе Быта недалеко от Панагюриште. В школьные годы успешно участвовал в районных спортивных состязаниях по лёгкой атлетике. После 9 класса школы поступил в физкультурный техникум в Пловдиве. По окончании техникума был принят в Высший физкультурный институт и начал тренироваться у Константина Жалова, выдающегося тренера по лёгкой атлетике.
После ухода из спорта много лет работал преподавалем на кафедре физического воспитания и спорта в Университете национального и мирового хозяйства.
Умер 4 мая 2023 года в Софии.